# 大江戸神仙伝
『大江戸神仙伝』（おおえどしんせんでん）は、石川英輔によるSF小説。のちにシリーズ化される「大江戸」ものの第1作にあたり、テレビ映画化されるなど石川の代表作となる。1979年講談社刊、1983年講談社文庫刊。

## あらすじ
速見洋介は、ある日突然日本橋で文政5年の江戸時代にタイムスリップしてしまう。医師である北山涼哲の自宅に住まわせてもらった速見は、160年前の江戸の生活の豊かさに目を見張る。江戸の常識に対する無知と旺盛な好奇心、現代に由来する知識や、腕時計などの進んだ道具から仙境から来たと呼ばれるようになった速見はある日、涼哲から脚気の特効薬を作ってくれないかと頼み込まれる。

## 主要登場人物
速見 洋介（はやみ ようすけ）
現代人。作家、科学評論家。44歳。元・製薬会社の研究員（テレビドラマでは物語開始時点で研究職から営業部に転属となった製薬会社社員）。妻とは死別しており、その後パイプカットの手術済み。江戸時代にタイムスリップし、そこで江戸わずらいの特効薬としてビタミンB1の濃厚水エキスを米ぬかから抽出する。最初は事故としてのタイムスリップであったが、後に現代と江戸時代を意識的に往復する転時能力を会得。江戸では旦那としていな吉を囲い、現代では流子と結婚する。
いな吉（いなきち）
江戸時代の辰巳芸者。初出時16歳。男嫌いで有名だったが一目で速見に惚れる。お座敷での芸事が何より好きで、速見により水揚げされた後も芸者を続ける。本名は「はる」。テレビドラマでは、北山涼哲の妻・多恵の実妹。
尾形 流子（おがた りゅうこ）
現代人。33歳。有能な女性編集者で離婚歴あり。速見の婚約者（後に結婚）。
北山 涼哲（きたやま りょうてつ）
江戸時代の本道医（漢方を主にした内科医）。タイムスリップしてきた速見を自宅に寄宿させる。
多恵（たえ）
涼哲の妻。
井筒屋 忠太郎（いづつや ちゅうたろう）
涼哲の幼馴染で、大店の下り酒問屋の跡取り息子。脚気で瀕死の重体だったが、速見の「仙界の秘薬」によって一命を取り留める。
おこま
いな吉の独立に際して、速見が借金を肩代わりし、いな吉の姐さん（雇用主兼マネージャー）として雇った女性。元・辰巳芸者。
池野 ゆみ（いけの ゆみ）
もう一人の転時能力者。80歳代前半。第二巻より登場。

## シリーズ
- 大江戸神仙伝
- 大江戸仙境録
- 大江戸遊仙記
- 大江戸仙界紀
- いな吉江戸暦（文庫化時に『大江戸仙女暦』と改題）
- 大江戸仙花暦
- 大江戸妖美伝

## テレビドラマ
1985年11月8日、日本テレビ系列の『金曜ロードショー』のために特別に作られた映画として放送された。原作にある「背が低い実際の江戸人たち」の記述を生かすため、江戸時代の人物は主要人物からエキストラに至るまで、身長が高くない俳優が起用されている。また映像ソフトとしてバップよりビデオソフトが発売された。
製薬会社社員の速見は、幾度か江戸時代の衣服を着た人たちの姿がうっすらと見えた後、自分自身が文政10年頃の江戸の町にタイムスリップしてしまう。江戸の世の日本橋で自分を訝しがった目で見る大勢の町人たちの中、北山涼哲は速見を自分の長屋に連れ帰り、速見は涼哲らと交流を持ち江戸の町でしばらく過ごす。
江戸の町では江戸煩い（脚気）が流行っており、速見はビタミンB1の水溶液を作るがその製法をめぐって支倉屋の企みに巻き込まれ自分の身に危険が迫った時、意図せず現代の東京に戻ることができたが東京では1か月程度の時が流れていた。
速見は交際相手の尾形流子に「江戸に行っていた」と話すが、流子は速見の話をまったく信じず、速見が仕事や自分との関係など目の前の現実から逃げているように感じていた。その後速見は強く意識することで江戸と現代の東京を行き来することができるようになる。
支倉屋の店先で見た出来事の中に、シーボルト事件に関係して捕らえられその後に獄死した高橋作左衛門に関してそれ以前の時間軸での暗殺の計画があることに気づいた速見は作左衛門暗殺を阻止すべく、流子から金銭を借りて京都で奔走する。
作左衛門暗殺の騒動のあと東京に帰る新幹線の中で速見は、家族とすっかり断絶している中堅サラリーマンの男性2人の会話を聞いたのをきっかけに今後は江戸へ行くのをやめることを流子に話す。速見の言葉に流子は、速見が最初のタイムスリップから暗殺騒動までの間に製薬会社を解雇されたこともあり、「また江戸でも平安京でも行けばいい」と返す。
それから半年後、速見は作家を志しながら流子とその娘のアパートの部屋に暮らしていた。そんなある日、流子は江戸時代の書籍を扱う店のショーウインドーに北山涼哲が著した『大江戸神仙伝』なる書物を見かけ、その中に涼哲が速見らしき人物と出会い、その人物は幾度か姿を現しては突然消えてしまいしばらくしてまた現れるを繰り返し、高橋作左衛門が京都で殺されそうになるのを言い当て、それを防いだあとは涼哲たちの前に二度と姿を現すことはなかったとの旨の記述を目にする。
アパートに戻った流子は、原稿を執筆している途中で寝てしまった速見の姿を見て、速見の前髪を愛おしそうに撫でるのだった。

### スタッフ
- 監督：藤田敏八
- 脚本：岩間芳樹
- 音楽：広瀬健次郎
- 撮影：森田富士郎
- 照明：増田悦章
- 美術：西岡善信
- タイトル版画：中島通善
- 製作協力：東映
- 製作：C.A.L

### 出演
- 速見洋介：滝田栄
- 北山涼哲：前田吟
- いな吉：叶和貴子
- 尾形流子：白都真理
- 多恵：藤田弓子
- 高橋作左衛門：長門裕之
- 古美術店主：小松方正
- 支倉屋勘兵衛：金田龍之介
- 勘兵衛の子分：鶴田忍
- 洋介の上司：高松英郎
- 矢崎：牟田悌三
- 江戸の町人：桜木健一
- 江戸の町人：うえだ峻
- 武士：高岡健二
- 馬を引く農夫：三谷昇
- 京都のタクシーの運転手：谷隼人
- 新幹線の乗客：有川博
- 新幹線の乗客：西田健
- 富永佳代子
- 泉好太郎
- 小坂和之
- 森源太郎
- 矢部義章
- 京都所司代の門番：根岸一正
- 水上瞳
- 江戸の町人：岩田直二
- 吉原正皓
- 浦新太郎